# Józef z Tyberiady
Józef z Tyberiady – żyjący w III i IV wieku Żyd, znaczący członek społeczności żydowskiej w Tyberiadzie oraz członek tamtejszego Sanhedrynu, chrześcijański konwertyta z judaizmu. Józef z Tyberiady, z powodu przywilejów jakimi obdarował go cesarz św. Konstantyn, czasami bywa określany jako hrabia Józef. 
Podstawowym źródłem wiedzy o Józefie jest praca Epifaniusza z Salaminy, żyjącego w IV wieku biskupa Konstancji na Cyprze: Panarion („Apteczka domowa”; (łac.) Contra haereses panaria), która została napisana między rokiem 374 a 376. Thornton wskazuje, że Józef miał już ponad 70 lat gdy podczas spotkania w Scytopilis przekazywał informacje Epifaniuszowi, zaś ten napisał Panarion kilkanaście lat później. Dzięki tym wskazówkom można wyliczyć, że Józef urodził się w III wieku. Epifaniusz opisuje historie, anegdoty i informacje przekazywane mu przez Józefa. Znaczna ich część dotyczy sfery obyczajowej ówczesnej społeczności, wpływu chrześcijaństwa na relacje poszczególnych grup społecznych i religijnych. Relacjonuje także informacje Józefa o istnieniu hebrajskiej wersji Ewangelii Mateusza, Ewangelii Jana i Dziejów Apostolskich. Przekazuje także opowieści o nawróceniu Józefa.
Podczas pełnienia funkcji członka Sanhedrynu Tyberiady, Józef był prześladowany przez współwyznawców. Przyłapany na czytaniu ksiąg Nowego Testamentu został w Cylicji wrzucony do rzeki, zaś innym razem biczowany. Na podstawie pełnomocnictwa wydanego przez cesarza Konstantyna, Józef z Tyberiady zbudował pierwsze kościoły w Galilei w Tyberiadzie, Seforisie, Nazarecie, Kafarnaum oraz w Tabdze. 
Przez współczesnych mu Żydów został uznany za apostatę. Wydana w 1906 roku Jewish Encyclopedia zarzuca Józefowi z Tyberiady liczne krzywdy, jakie mieli z jego powodu odnieść wyznawcy judaizmu w Palestynie. 